# António Coutinho
António José Silveiro Coutinho (Seda, 11 de Abril de 1961) é um artista plástico português.

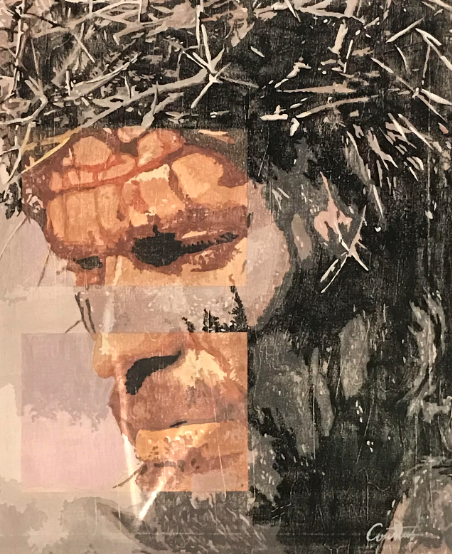
Cristo (2006)

## Biografia
António Coutinho nasceu em Seda, no município de Alter do Chão, no dia 11 de Abril de 1961. Completou o curso complementar de gráficos da escola de artes decorativas António Arroio e o curso de desenho artístico no Ar.Co – centro de arte e comunicação visual em Lisboa. A sua obra gráfica, na pintura e desenho, encontra-se patente em várias coleções privadas e públicas a nível nacional. É igualmente destacado como um dos mais influentes artistas plásticos contemporâneos portugueses, com obra citada na literatura e exposta em múltiplos centros culturais de referência..